# NAG (rapper)
NAG, pseudoniem van Benjamin Hertoghs (22 november 1985) is een hiphopartiest uit de Belgische stad Antwerpen.
In 2008 bracht hij samen met Twan de cd Geen half werk uit. Het jaar erop verscheen zijn debuutalbum Toekomstmuziek.
Daarnaast staan er bijdragen van NAG op de compilatiealbums Eigen Makelij vol 1 en Volume 2 van het Antwerpse platenlabel Eigen Makelij. NAG werkt vaak samen met andere artiesten van het label, zoals Tourist LeMC of 2000Wat, waarmee hij in maart 2010 te gast was bij 101Barz. NAG heeft ook verschillende livesessies gespeeld in de studio van het programma Lefto op Studio Brussel.
In 2013 won hij een Vlaamse Rap Award als beste producer.
Momenteel treedt NAG vooral op met Team Panini.
Hertoghs is eigenaar van de 85 Gallery in Antwerpen, dat graffiti tentoonstelt.

## Discografie
- 2002: 40 Winks - Hit The Hay cassette - JustGelakAsDaGast
- 2005: De Schreeuw van Vlaanderen compilatie - Nag & Twan
- 2008: Beer Bird Records (DE) I Love You cassette - NAG - I Love You
- 2008: Geen half werk album vinyl (samen met Twan)
- 2009: Toekomstmuziek CD Album
- 2009: "Eigenmakelij vol 1" Overname, Blijf Gaan, Antown, Papier en Krijt
- 2010: Eigen Makelij vol 2 Mosterd, Nekst 1, Pure Rap, Lat hoger, Nachtmerries
- 2011: Eigen Makelij vol 3 Nieuwe Orde, Shut Down, Meer, Got Damn, Slow Down, Mazltov, Safe, De Game
- 2012: Eigen Makelij vol 4 Emma, Bon Vivant, Kerk, WTF, Ben, Dubbelpunt
- 2013: Eigen Makelij vol 5 Expertise, In de klup, Roedel, Excuses, Bonzai, Champagne
- 2014: Eigen Makelij vol 6 Bullet, Neem Tijd
- 2015: Eigen Makelij vol 7 Maskers, Illusie
- 2015: Wallys Groove World Split 7" vinyl Orphan Fairy Tale, Team Panini : Wat Dan Nog, Regenboog
- 2016: Walk This Way revisited, Toxic Panini - Brainwash
- 2016: Lost Youth records : Toxic Panini 7" vinyl - Kak Op Flik, Brainwash
- 2016: FootJuice Rec - Nasty Nag TRUNK EP (Footwork/juke)
- 2017: Destination Earth; NAG & REDRAY - Free Willy double vinyl
- 2017: Frontal - NAG & LEFTO CIRKELS EP
- 2020: Verloren Voorwerpen Volume 1 cassette, eigen beheer
- 2020: NAG & TITLE - Puinhoop EP, Royale records